# ریچارد بروکس (بازیکن فوتبال)
ریچارد بروکس (انگلیسی: Richard Brookes؛ زادهٔ) بازیکن فوتبال اهل بریتانیا است.
از باشگاه‌هایی که در آن بازی کرده‌است می‌توان به باشگاه فوتبال ساوت‌همپتون و باشگاه فوتبال ردینگ اشاره کرد.